# 現代日本文学の翻訳・普及事業
現代日本文学の翻訳・普及事業（げんだいにほんぶんがくのほんやく・ふきゅうじぎょう）は、2002年に文化庁が立ち上げたプロジェクトである。略称はJLPP（Japanese Literature Publishing Project）。
明治維新以降の日本の優れた文学作品を、英語、フランス語、ドイツ語、ロシア語などに翻訳し、それぞれの国で出版する。

## 第1回（2002年度）
第1回対象作品選定委員会（2002年度）
- 島田雅彦
- 田辺聖子
- ジョン・ネイスン
- 平岩弓枝
- 福田和也

### 第1回選定作品
1. 芥川龍之介 『芥川龍之介短編集』
2. 石原慎太郎 『わが人生の時の時』（短編集）
3. 内田百閒 『冥途』『旅順入城式』（短編集）
4. 岡本綺堂 『半七捕物帳』
5. 獅子文六 『自由学校』
6. 島田荘司 『占星術殺人事件』
7. 曽野綾子 『天上の青』
8. 樋口一葉 『たけくらべ』『にごりえ』『十三夜』
9. 宮本輝 『錦繍』
10. 山田詠美 『ベッドタイムアイズ』『指の戯れ』『ジェシーの背骨』
11. 逢坂剛 『斜影はるかな国』
12. 大岡昇平 『武蔵野夫人』
13. 大佛次郎 『赤穂浪士』
14. 梶井基次郎 『梶井基次郎短編集』
15. 川口松太郎 『しぐれ茶屋おりく』
16. 北方謙三 『檻』
17. 小島信夫 『抱擁家族』
18. 末永直海 『百円シンガー極楽天使』
19. 永井荷風 『腕くらべ』
20. 夏目漱石 『坊っちゃん』
21. 長谷川伸 『日本捕虜志』
22. 林芙美子 『浮雲』
23. 藤沢周平 『藤沢周平短編集』
24. 山田太一 『異人たちとの夏』
25. 夢野久作 『ドグラ・マグラ』
26. 横森理香 『ぼぎちん』
27. 吉行淳之介 『夕暮まで』

## 第2回（2005年度）
第2回対象作品選定委員会（2005年度）
- 阿刀田高
- 柴田元幸
- 島田雅彦
- 平岩弓枝
- 福田和也
- 三浦雅士
- ムルハーン千栄子

### 第2回選定作品
1. 中島敦 『山月記』ほか
2. 井上靖 『楼蘭』
3. 司馬遼太郎 『空海の風景』
4. 宮沢賢治 詩集、短編集
5. 中上健次 『枯木灘』
6. 松浦理英子 『親指Pの修業時代』
7. 三浦哲郎 『忍ぶ川』
8. 水上勉 『雁の寺』『越前竹人形』
9. 玄侑宗久 『中陰の花』『アブラクサスの祭』
10. 丸谷才一 『樹影譚』
11. 筒井康隆 『ヘル』『おれの血は他人の血』
12. 安岡章太郎 『ガラスの靴』ほか
13. 北原亞以子 『恋忘れ草』
14. 安土敏 『小説スーパーマーケット』
15. 早乙女貢 『おけい』
16. 渡辺淳一 『花埋み』
17. 古井由吉 『白髪の唄』
18. 後藤明生 『挟み撃ち
19. 青野聰 『母よ』
20. 阿部和重 『シンセミア』
21. 池澤夏樹 『マシアス・ギリの失脚』
22. 水村美苗 『本格小説』
23. 辻原登 『ジャスミン』
24. 角田光代 『対岸の彼女』
25. 志賀直哉 『暗夜行路』
26. 講談社文芸文庫編 『戦後短編小説再発見1』『戦後短編小説再発見2』
27. 島尾敏雄 『死の棘』
28. 大岡昇平 『俘虜記』
29. 又吉栄喜 『人骨展示館』
30. 加賀乙彦 『高山右近』
31. 倉橋由美子 『アマノン国往還記』
32. 円地文子 『女坂』
33. 多和田葉子 『容疑者の夜行列車』
34. 宮部みゆき 『火車』

## 第3回（2007年度）
第3回対象作品選定委員会（2007年度）
- 阿刀田高 
- 鵜飼哲夫
- ジュリエット・W・カーペンター
- 平岩弓枝
- 沼野充義
- 三浦雅士
- 宮田昭宏

### 第3回選定作品
テーマ：愛と死
1. 辺見庸 『赤い橋の下のぬるい水』
2. 車谷長吉 『赤目四十八瀧心中未遂』
3. 宇野千代 『おはん』
4. 江國香織 『神様のボート』
5. 福永武彦 『草の花』
6. 金井美恵子 『単語集』
7. 田辺聖子 『千すじの黒髪』
8. 米谷ふみ子 『ファミリー・ビジネス』
9. 川上弘美 『真鶴』
10. 小池真理子 『無伴奏』
11. 津島佑子 『笑いオオカミ』

テーマ：都市
1. 伊井直行 『青猫家族輾転録』
2. 柳美里 『ゴールドラッシュ』
3. 増田みず子 『シングル・セル』
4. リービ英雄 『星条旗の聞こえない部屋』（連作集）
5. 井上ひさし 『東京セブンローズ』
6. 松浦寿輝 『巴』
7. 富岡多恵子 『波うつ土地』
8. 保坂和志 『プレーンソング』
9. 日野啓三 『夢の島』

## 第4回（2008年度）
第4回対象作品選定委員会（2008年度）
- 阿刀田高
- 鵜飼哲夫
- 篠田節子
- ジュリエット・W・カーペンター
- スティーブン・スナイダー
- 沼野充義
- 三浦雅士
- 宮田昭宏

### 第4回選定作品
テーマ：旅
1. 絲山秋子 『逃亡くそたわけ』
2. 島田雅彦 『自由死刑』
3. 高橋克彦 『写楽殺人事件』
4. 立松和平 『日高』
5. 西村京太郎 『南神威島』ほか
6. 林京子 『長い時間をかけた人間の経験』ほか
7. 坂東眞砂子 『曼荼羅道』
8. 吉田修一 『悪人』

海外委員会の推薦作品から選定した作品
1. 石川淳 『六道遊行』（フランス語）
2. 山田風太郎 『八犬伝』（フランス語）
3. 堀江敏幸 『雪沼とその周辺』（フランス語）
4. 真保裕一 『ホワイトアウト』（フランス語）
5. 夏目漱石 『硝子戸の中』（ドイツ語）
6. 広津和郎 『広津和郎作品集』（ドイツ語）
7. 李良枝 『由煕』ほか（ドイツ語）
8. 金城一紀 『GO』（ドイツ語）
9. 五木寛之 『大河の一滴』（ロシア語）
10. 横光利一 『上海』（ロシア語）
11. 田村俊子 『木乃伊の口紅』ほか（ロシア語）
12. 妹尾河童 『少年H』（ロシア語）

詩歌への取り組み
1. 大岡信 編 『現代詩の鑑賞 101』

第五言語（インドネシア語）への取り組み
1. 夏目漱石 『坊っちゃん』
2. 芥川龍之介 『芥川龍之介短編集』